# Bobby Ertanto
Bobby Ertanto (2 de agosto de 1960) es un deportista indonesio que compitió en bádminton, en la modalidad de dobles. Ganó una medalla de bronce en el Campeonato Mundial de Bádminton de 1983.

## Palmarés internacional
| Campeonato Mundial | Campeonato Mundial     | Campeonato Mundial | Campeonato Mundial |
| Año                | Lugar                  | Medalla            | Prueba             |
| ------------------ | ---------------------- | ------------------ | ------------------ |
| 1983               | Copenhague (Dinamarca) | Medalla de bronce  | Dobles             |